# Sant Paulet
Sant Paulet (en francès Saint-Paulet) és un municipi del departament de l'Aude a la regió francesa d'Occitània.